# Alexandra de Grèce (1921-1993)
Vous lisez un « bon article » labellisé en 2013.
Pour les articles homonymes, voir Alexandra de Grèce.
Titres
Reine de Yougoslavie (en exil)
20 mars 1944 – 29 novembre 1945
(1 an, 8 mois et 9 jours)
Épouse du prétendant au trône de Yougoslavie
29 novembre 1945 – 3 novembre 1970
(24 ans, 11 mois et 5 jours)
Alexandra de Grèce (en grec moderne : Αλεξάνδρα της Ελλάδας / Alexándra tis Elládas ; en serbo-croate : Александра Карађорђевић / Aleksandra Karađorđević ; en macédonien : Александра Караѓоргевиќ / Aleksandra Karagjorgjevich ; en albanais : Alexandra i Jugosllavisë), princesse de Grèce et de Danemark puis, par son mariage, reine de Yougoslavie, est née le 25 mars 1921 à Athènes, en Grèce, et morte le 30 janvier 1993 à Burgess Hill, au Royaume-Uni. Elle est membre de la famille royale de Grèce et épouse du roi Pierre II de Yougoslavie.
Fille posthume du roi Alexandre Ier et de son épouse Aspasia Manos, Alexandra n’est intégrée à la famille royale de Grèce qu’après le vote, par le Parlement hellénique, d’un décret reconnaissant la légitimité du mariage de ses parents, en juillet 1921. Dans les mêmes moments, une grave crise politique et militaire, liée à la défaite de la Grèce face à la Turquie en Anatolie, conduit progressivement à la déposition et à l’exil de la famille royale, début 1924. Seuls membres de la dynastie à ne pas être chassés de leur pays par la Deuxième République hellénique, la princesse et sa mère trouvent pourtant refuge en Italie, auprès de la reine douairière Sophie de Prusse.
Après trois années chez sa grand-mère paternelle, Alexandra quitte Florence pour poursuivre ses études au Royaume-Uni. Éloignée d’Aspasia, qui établit sa résidence à Venise, la princesse finit par tomber malade, ce qui oblige sa mère à lui faire quitter l’internat où elle étudiait. Après la restauration de Georges II sur le trône hellène en 1935, Alexandra effectue plusieurs séjours dans son pays mais c’est le déclenchement de la guerre italo-grecque, en 1940, qui oblige la jeune fille et sa mère à s’installer à Athènes. L’invasion de la Grèce par les forces de l’Axe en avril-mai 1941 aboutit toutefois à leur installation au Royaume-Uni. À nouveau exilée, Alexandra fait la connaissance, à Londres, du jeune roi Pierre II de Yougoslavie, qui a lui aussi trouvé refuge en Angleterre après l’invasion de son pays par les Allemands.
Rapidement, les deux jeunes gens tombent amoureux et envisagent de se marier. Cependant, l’opposition de la mère du souverain et du gouvernement yougoslave en exil oblige le couple à retarder ses projets durant deux ans et ce n’est qu’en 1944 que sont célébrées leurs épousailles. Un an plus tard, Alexandra donne le jour à son fils unique, prénommé Alexandre. Le bonheur de la famille est pourtant de courte durée. Le 29 novembre 1945, le maréchal Tito proclame la république en Yougoslavie et Alexandra, qui n’a jamais foulé le sol de son pays d’adoption, se retrouve sans couronne.
L’abolition de la monarchie yougoslave a des conséquences très graves sur le couple royal. Désargenté et incapable de s’adapter au rôle de simple citoyen, Pierre II sombre dans l’alcoolisme et multiplie les liaisons avec des femmes plus jeunes que son épouse. Abattue par le comportement de son mari, Alexandra néglige son enfant et fait plusieurs tentatives de suicide. Après la mort de Pierre II en 1970, la santé d’Alexandra ne cesse de se dégrader. Elle meurt d’un cancer en 1993 et sa dépouille est enterrée dans les jardins du palais de Tatoï, en Grèce, avant d’être transférée au mausolée royal d’Oplenac en 2013.

## Famille
La princesse Alexandra est la fille unique du roi Alexandre Ier de Grèce (1893-1920) et de son épouse Aspasia Manos (1896-1972). Par son père, elle descend du roi Christian IX de Danemark (1818-1906), surnommé le « beau-père de l'Europe », et de la reine Victoria Ire du Royaume-Uni (1819-1901), surnommée la « grand-mère de l'Europe ». Par sa mère, issue des familles Manos et Argyropoulos, Alexandra compte plusieurs princes phanariotes parmi ses ancêtres.
Le 20 mars 1944, Alexandra épouse, à Londres, le roi Pierre II de Yougoslavie (1923-1970), lui-même fils du roi Alexandre Ier de Yougoslavie (1888-1934) et de la reine Marie de Roumanie (1900-1961). De ce mariage malheureux naît un enfant :
- Alexandre de Yougoslavie (1945), prétendant aux trônes de Yougoslavie (1970-2003) puis de Serbie (depuis 2003), qui épouse, en 1972, la princesse brésilienne Maria da Gloria d'Orléans-Bragance (1946) avant de divorcer en 1985 et de se remarier la même année à la roturière grecque Katherine Batis (1943).

## Biographie

### Une naissance entourée d'intrigues

#### La question de la succession grecque

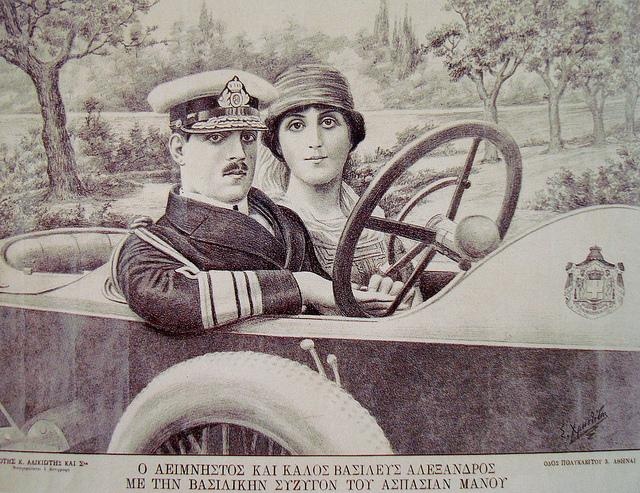
Le roi Alexandre Ier et son épouse Aspasía vers 1920.

La princesse Alexandra voit le jour dans un contexte difficile. Cinq mois avant sa naissance, son père, le roi Alexandre Ier, est mort d’une septicémie à la suite d’une morsure de singe survenue dans les jardins de Tatoï,. La disparition inattendue du souverain a provoqué une grave crise politique en Grèce, à un moment où l’opinion publique était déjà divisée par les événements de la Première Guerre mondiale et de la Guerre gréco-turque. Alexandre Ier ayant conclu un mariage inégal en épousant Aspasia Manos, sa descendance n’est pas dynaste et, faute d'autre candidat au trône, le Premier ministre Elefthérios Venizélos est bientôt contraint d’accepter la restauration de son ennemi, le roi Constantin Ier, le 19 décembre 1920,.
Les derniers mois de la grossesse d’Aspasia sont donc entourés d’intrigues. Persuadée de porter un garçon (qui serait prénommé Philippe, comme le père d’Alexandre le Grand), Aspasia serait, selon certaines rumeurs, décidée à le placer sur le trône après sa naissance,. Vraie ou non, cette éventualité inquiète la famille royale de Grèce, qui craint surtout que la naissance d’un enfant de sexe masculin ne soit instrumentalisée par les vénizélistes pour raviver la crise successorale. La venue au monde d’une fille, le 25 mars 1921, est donc un grand soulagement pour la dynastie et Constantin Ier et sa mère Olga acceptent sans sourciller de devenir ses parrain et marraine,.

#### Une lente intégration à la famille royale

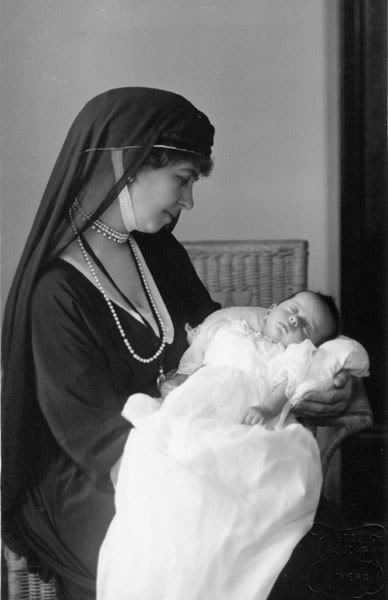
La reine Sophie de Prusse portant dans ses bras Alexandra, 1921.

Malgré tout, ni Alexandra ni Aspasia ne reçoivent davantage de reconnaissance officielle : d'un point de vue légal, elles restent au contraire étrangères à la famille royale. Les choses changent à partir de juillet 1922, date à laquelle une intervention de la reine Sophie de Prusse permet de lancer un processus législatif visant à reconnaître de façon posthume le mariage d’Alexandre et d’Aspasía. Grâce à ce subterfuge légal, la petite Alexandra obtient le prédicat d’altesse royale et le statut de princesse de Grèce et de Danemark. Sa mère, en revanche, n’est pas concernée par la loi et reste une simple roturière aux yeux du protocole.
Humiliée par cette différence de traitement, Aspasia supplie le prince Christophe de Grèce, dont l'épouse roturière a été titrée princesse de Grèce, d’intercéder en sa faveur. Ému par les arguments de sa nièce, ce dernier intervient auprès de la reine Sophie, qui finit par se ranger à son avis. Sous la pression de la souveraine, un décret royal daté du 10 septembre 1922 (julien) et publié le 25 septembre 1922 (grégorien) confère à Aspasia le rang et le titre d’une princesse, mais pas d’une reine de Grèce,.

### Une enfance en exil

#### D'Athènes à Florence
Malgré ces évolutions positives, la situation d’Alexandra et de sa mère ne s’arrange guère. De fait, la Grèce connaît de graves difficultés militaires face à la Turquie et un coup d’État oblige bientôt Constantin Ier à abdiquer en faveur du diadoque Georges, le 27 septembre 1922,. Les choses allant de mal en pis pour le pays, un autre coup d’État pousse le nouveau souverain, son épouse et son frère à partir en exil le 19 décembre 1923. Le 25 mars suivant, la république est proclamée à Athènes et Aspasia et Alexandra sont alors les seuls membres de la dynastie autorisés à rester vivre en Grèce,,.
Désargentée, Aspasia choisit pourtant de prendre le chemin de l’exil avec sa fille en 1924. Les deux princesses trouvent alors refuge auprès de la reine Sophie, qui s’est installée à la villa Bobolina, près de Florence, peu de temps après le décès de son époux, le 11 janvier 1923. L'ex-souveraine, qui adore Alexandra, est ravie, même si sa situation financière est également délicate,. Chez sa grand-mère paternelle, la petite fille passe une enfance heureuse, en compagnie de ses tantes, Hélène, Irène et Catherine de Grèce, ainsi que de ses cousins Philippe de Grèce (futur duc d’Édimbourg) et Michel Ier de Roumanie, qui sont ses camarades de jeux lors des vacances.

#### De Londres à Venise

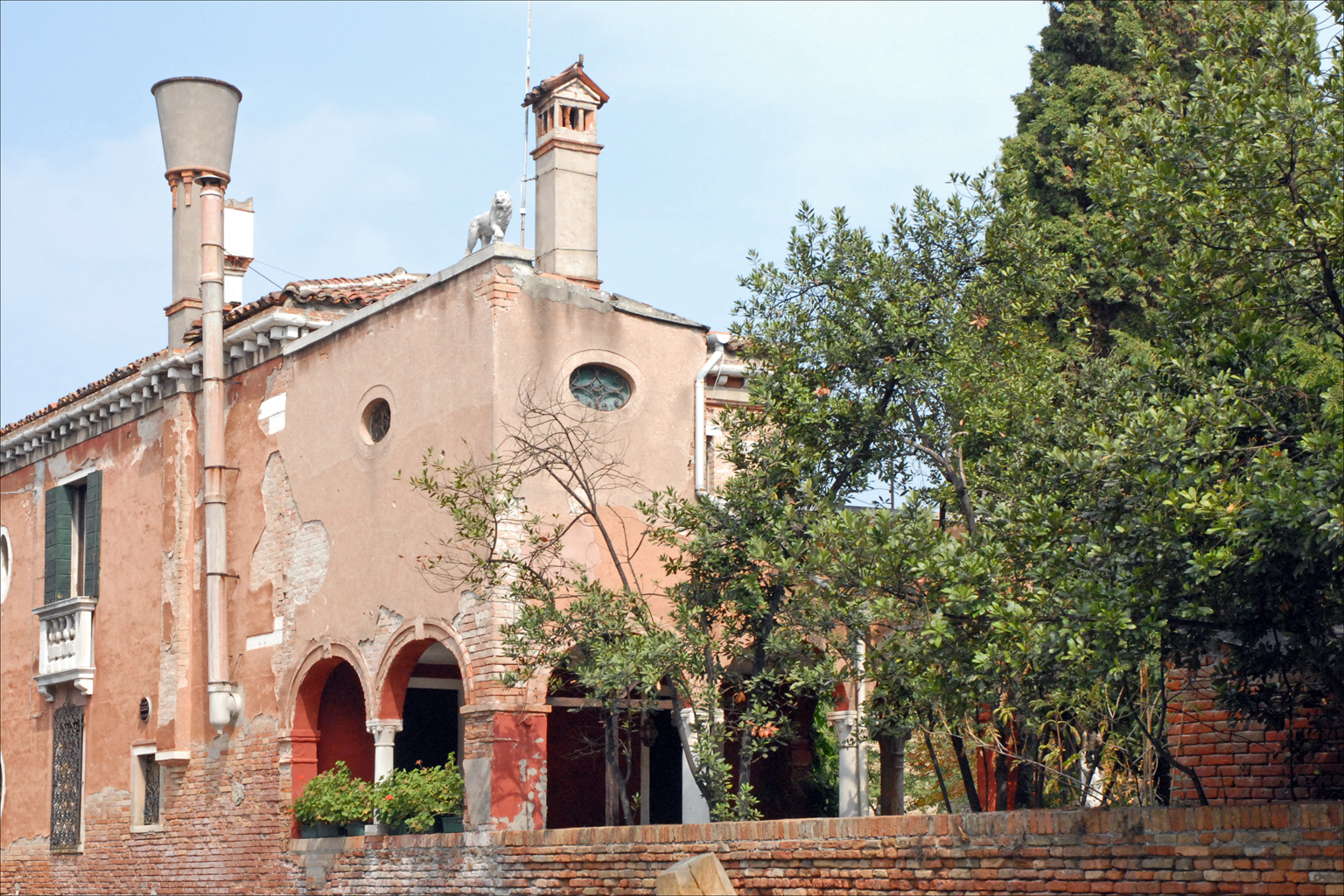
Le Jardin d’Eden, en 2011.

En 1927, Aspasia et sa fille quittent la reine Sophie pour s’installer près d’Ascot, au Royaume-Uni. Elles sont alors accueillies par sir James Horlick et sa famille, qui les hébergent dans leur résidence située près de l'hippodrome. Désormais âgée de sept ans, Alexandra est inscrite dans des internats à Westfield et Heathfield (dans le Sussex), comme c'est la coutume dans son milieu. Cependant, la princesse vit très mal cette expérience,. Séparée de sa mère, elle cesse de s'alimenter et finit par contracter une tuberculose. Alarmée, Aspasia conduit donc sa fille en Suisse pour la soigner.
Finalement, les deux princesses s'installent sur l’île de la Giudecca, à Venise, où Aspasia a acquis une petite propriété avec ses économies et le soutien financier des Horlick. Ancienne résidence d’une tante du Premier ministre britannique Anthony Eden, la villa et ses 3,6 ha de parc fleuri sont surnommés Jardin d’Eden, ce qui ravit les princesses grecques,.

### La restauration de la monarchie hellénique

#### Entre la Grèce et Venise

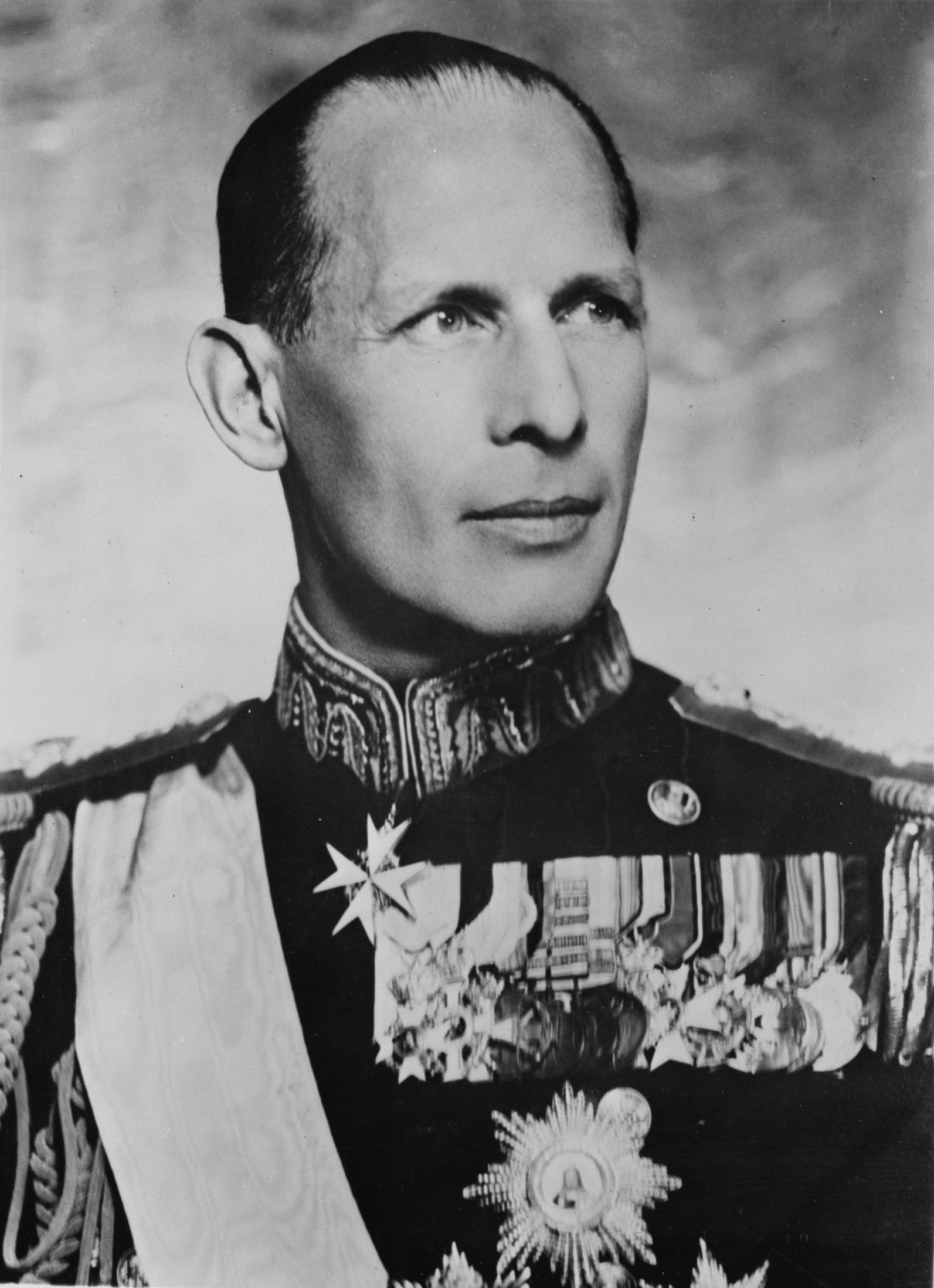
Le roi Georges II de Grèce, oncle d'Alexandra, vers 1942.

En 1935, la Deuxième République hellénique est abolie et le roi Georges II, oncle d'Alexandra, est restauré sur le trône après un référendum organisé par le général Geórgios Kondýlis. Alexandra est alors autorisée à rentrer en Grèce, pays qu'elle n'a pas revu depuis ses trois ans. Bien qu'elle continue à résider à Venise avec sa mère, qui subit toujours l'ostracisme de la famille royale, la princesse est conviée à toutes les grandes cérémonies qui ponctuent la vie de la dynastie. En 1936, elle participe ainsi aux funérailles officielles qui accompagnent le retour des cendres du roi Constantin Ier et des reines Sophie et Olga, tous trois morts en exil en Italie. Deux ans plus tard, en 1938, elle est conviée au mariage de son oncle, le diadoque Paul, avec la princesse Frederika de Hanovre.
C'est pourtant à cette époque qu'Alexandra prend conscience qu'elle n'appartient pas complètement au monde des familles royales. Sa mère doit ainsi réclamer pour elle la part de l'héritage qui lui revient de ses grands-parents paternels. Surtout, Alexandra a la douleur de constater qu'aucun emplacement n'est prévu pour sa mère dans la nécropole royale de Tatoï. De fait, lors des cérémonies de 1936, une chapelle est aménagée dans le parc du palais à l'attention de Constantin Ier et de Sophie. La dépouille d'Alexandre Ier, qui reposait auparavant dans les jardins avec celle de Georges Ier, est alors transférée au côté de ses parents dans la chapelle, sans qu'aucun espace ne soit réservé à Aspasia.

#### Première demande en mariage
Désormais adolescente, Alexandra commence à attirer le regard des hommes. En 1936, la princesse a seulement quinze ans quand elle reçoit sa première demande en mariage : celle du roi Zog Ier d’Albanie, qui désire épouser une jeune fille issue du gotha européen afin de conforter sa position dans son pays. Cependant, la diplomatie grecque, qui entretient des rapports compliqués avec l’Albanie à cause de la question épirote, rejette cette proposition et Zog finit par épouser la comtesse hongroise Géraldine Apponyi en 1938.
Comme toutes les jeunes filles de son milieu, Alexandra participe à de nombreux bals, qui visent à l'introduire dans la bonne société. En 1937, elle est ainsi présentée à Paris, où elle danse avec son cousin le duc de Windsor, installé en France avec Wallis Simpson depuis son abdication,.

### Seconde Guerre mondiale

#### De Venise à Londres

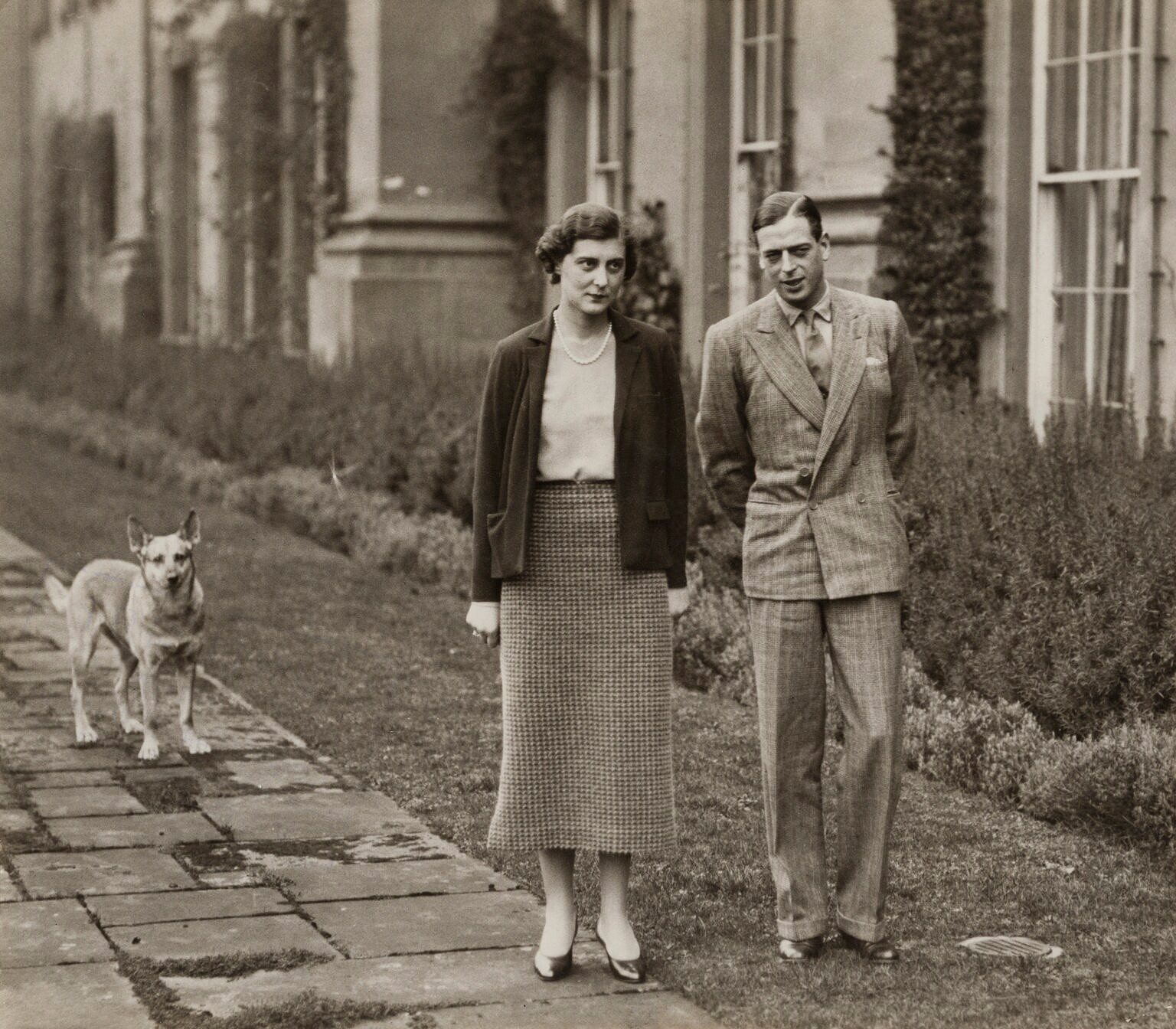
Le duc et la duchesse de Kent en 1934.

Le déclenchement de la guerre italo-grecque le 28 octobre 1940 oblige Alexandra et sa mère à quitter subitement Venise et l’Italie fasciste. Les deux princesses s’installent alors auprès du reste de la famille royale, à Athènes. Désireuses de servir leur pays dans ce moment difficile, elles s'engagent comme infirmières aux côtés des autres femmes de la dynastie,. Cependant, après plusieurs mois de combats victorieux contre les forces italiennes, la Grèce est progressivement envahie par l’armée du Troisième Reich à partir du 6 avril 1941. Alexandra et la plupart des membres de la famille royale sont donc évacués du continent le 22 avril 1941. Après un passage d'une semaine en Crète, où elles essuient des bombardements allemands, Alexandra et sa famille partent ensuite successivement pour l’Égypte et l’Afrique du Sud,.
Alors que la princesse Frederika et plusieurs autres membres de la famille royale sont contraints de passer la Seconde Guerre mondiale en Afrique du Sud, Alexandra et sa mère obtiennent l'autorisation du gouvernement britannique et du roi Georges II de Grèce de venir s'installer au Royaume-Uni. Arrivées à Liverpool à l’automne 1941, les deux femmes s’établissent à Londres, dans le quartier de Mayfair. Dans la capitale anglaise, les princesses grecques reprennent leurs activités dans la Croix-Rouge. Mieux acceptées que dans leur propre pays, elles sont régulièrement reçues par la duchesse de Kent (née Marina de Grèce) et retrouvent, durant ses permissions, le futur duc d’Édimbourg (né Philippe de Grèce), dont la rumeur veut, un moment, qu’il soit fiancé à Alexandra.

#### Amour et mariage

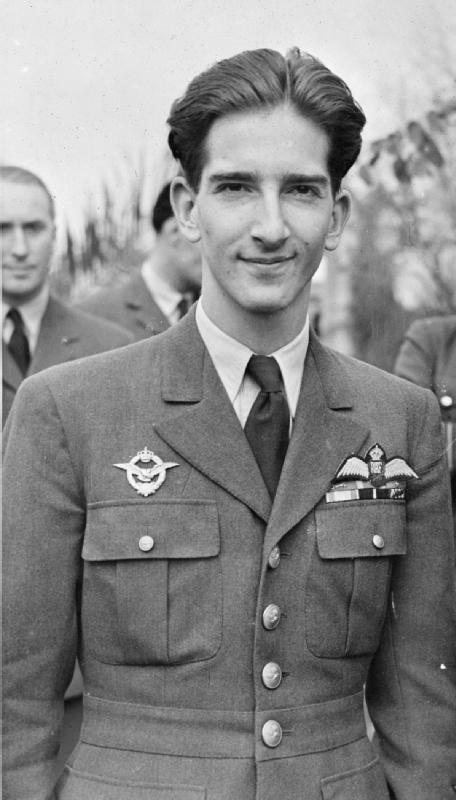
Le roi Pierre II de Yougoslavie en 1944.

Ce n’est cependant pas avec son cousin Philippe qu'Alexandra noue, à cette époque, une relation amoureuse. En 1942, la jeune fille fait la connaissance du roi Pierre II de Yougoslavie lors d’un gala d’officiers donné à Grosvenor House. Âgé de 19 ans, le souverain vit en exil à Londres depuis l’invasion de son pays par les forces de l’Axe le 6 avril 1941. Rapidement, les deux jeunes gens s'éprennent l'un de l'autre et envisagent de se marier, ce qui réjouit fortement la princesse Aspasia. Cependant, l'opposition très nette de la mère du souverain et du gouvernement yougoslave en exil, qui jugent indécente la tenue d'un mariage alors que la Yougoslavie est démembrée et occupée, empêche longtemps le projet de se concrétiser. Durant deux ans, les deux jeunes gens se contentent donc de brèves rencontres dans la résidence de la duchesse de Kent,.
Après un bref séjour de Pierre II au Caire, en Égypte, le couple finit toutefois par se marier, le 20 mars 1944. La cérémonie, à laquelle la mère du souverain refuse de participer, se déroule à l'ambassade yougoslave de Londres. Marquée par les restrictions dues à la guerre, elle voit Alexandra arborer une robe de mariée que lui a prêtée Lady Mary Lygon, épouse du prince Vsevolod Ivanovitch de Russie (lui-même fils de la princesse Hélène de Serbie). Parmi les participants à la cérémonie, on compte quatre monarques en exercice (George VI du Royaume-Uni, Georges II de Grèce, Haakon VII de Norvège et Wilhelmine des Pays-Bas) et plusieurs autres personnalités du gotha européen, parmi lesquelles les deux frères du marié (Tomislav et André) et la mère de la mariée,.

### Reine en exil

#### La libération de la Yougoslavie et la victoire des communistes
Désormais reine de Yougoslavie, Alexandra n'a pourtant que des liens ténus avec son nouveau pays, qui vit sous la botte de l'occupant. En 1941, une large portion du territoire yougoslave a en effet été annexée par les pays de l’Axe. Le prince héritier Michel de Monténégro ayant refusé de rendre vie à son ancien royaume, la région du Monténégro a été transformée en « gouvernorat » par l'Italie fasciste. Enfin, les deux autres principales régions de la Yougoslavie ont été réduites en États fantoches : la Serbie du général Nedich et le royaume croate des Oustachis. Comme dans toute l’Europe occupée, les populations civiles yougoslaves subissent les exactions de l’envahisseur et des collaborateurs qui le soutiennent. Mais, comme ailleurs également, des groupes de résistants font peu à peu leur apparition et prennent le contrôle de maquis. Parmi ceux-ci, deux tendances se font jour : celle des Tchetniks, conduits par le général monarchiste Draza Mihailovich, et celle des Partisans, dont le chef est le communiste Tito.
Depuis Londres, le gouvernement yougoslave en exil soutient le combat des forces royalistes et nomme Mihailovich général en chef et ministre de la Guerre. Cependant, l'importance des Partisans pousse progressivement les forces alliées à accorder leur confiance aux communistes et à prêter un crédit de plus en plus limité à Mihailovich, accusé de collaborer avec les forces de l'Axe pour abattre la guérilla communiste. Après la Conférence de Téhéran (1943), les Alliés rompent finalement leurs liens avec les Tchetniks, ce qui oblige le gouvernement yougoslave en exil à reconnaître lui aussi la prééminence des Partisans. En juin 1944, le Premier ministre Ivan Subasich place officiellement le maréchal Tito à la tête de la résistance yougoslave et Mihailovich est désavoué. En octobre 1944, Churchill et Staline concluent un accord pour diviser la Yougoslavie en deux zones d'occupation mais, après la libération de Belgrade par l'Armée rouge et les Partisans, il devient évident que les communistes occupent une place prédominante dans le pays. Une épuration très dure, qui touche les collaborateurs comme les monarchistes, est mise en place ; à la demande de Churchill, Tito accepte en mars 1945 de reconnaître un conseil de régence - qui n'a presque aucune activité - mais s'oppose au retour en Yougoslavie de Pierre II, qui doit se résigner à la situation : son exil et celui d'Alexandra se poursuivent donc tandis qu'un gouvernement de coalition dominé par les communistes est constitué à Belgrade.

#### La naissance d'Alexandre et la déposition de Pierre II

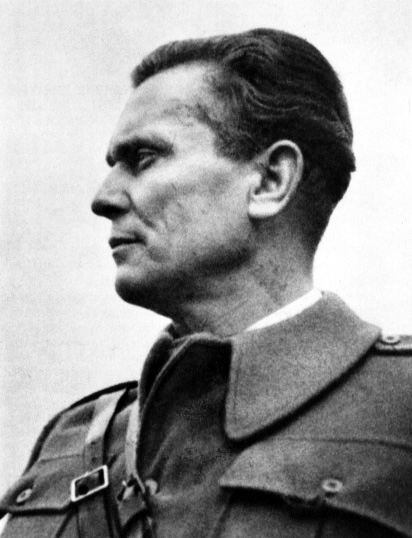
Le maréchal Tito en 1942.

Dans ce contexte mouvementé, Alexandra donne naissance à un héritier, prénommé Alexandre, comme ses deux grands-pères, Alexandre Ier de Yougoslavie et Alexandre Ier de Grèce. L'accouchement se déroule à l’hôtel Claridge de Londres, le 17 juillet 1945. Afin de permettre à l’enfant de voir le jour sur le sol yougoslave, le Premier ministre britannique Winston Churchill autorise toutefois le roi George VI à émettre un décret transformant, pour une journée, la suite 212 de l’hôtel en territoire yougoslave,,. Quelque temps après, l’héritier du trône est baptisé par le patriarche Gabriel V de Serbie dans l’abbaye de Westminster. Il reçoit pour parrain et marraine le roi George VI du Royaume-Uni et sa fille, la future Élisabeth II.
Les réjouissances qui marquent la naissance de l’enfant sont pourtant de courte durée. Moins de huit mois après leur entrée dans le gouvernement de coalition, Milan Grol et Ivan Subasich démissionnent respectivement de leurs postes de Vice-Premier ministre (18 août) et de ministre des Affaires étrangères (8 octobre) afin de marquer leur désaccord vis-à-vis de la politique du maréchal Tito. Face à la montée en puissance des communistes, Pierre II décide, de son côté, de retirer sa confiance au conseil de régence et de reprendre toutes ses prérogatives de souverain de Yougoslavie (8 août). La réponse de Tito ne se fait pas attendre. Le dictateur communiste prive immédiatement la famille royale de sa liste civile, ce qui ne tarde pas à avoir des conséquences dramatiques sur la vie du couple royal. Surtout, Tito ordonne l’organisation d’élections anticipées chargées de former une assemblée constituante. La campagne se déroule de manière si irrégulière, au milieu de pressions et de violences de toutes sortes, que l'opposition décide de boycotter le scrutin. Le 24 novembre 1945, c'est donc une liste unique, présentée par les communistes, qui est proposée aux électeurs : alors qu’il n’y avait guère plus de 10 000 communistes dans toute la Yougoslavie avant-guerre, ceux-ci, seuls candidats en liste, obtiennent plus de 90 % des voix lors de la consultation populaire.
Réunie pour la première fois le 29 novembre 1945, l’Assemblée constituante vote immédiatement l’abolition de la monarchie et transforme le pays en une République fédérative populaire de Yougoslavie. Bien qu’aucun référendum n’accompagne cette mutation institutionnelle, le nouveau régime est rapidement reconnu par la quasi-totalité de la communauté internationale, Espagne franquiste mise à part.

### Entre difficultés conjugales et tentatives de suicide

#### Difficultés financières et conjugales

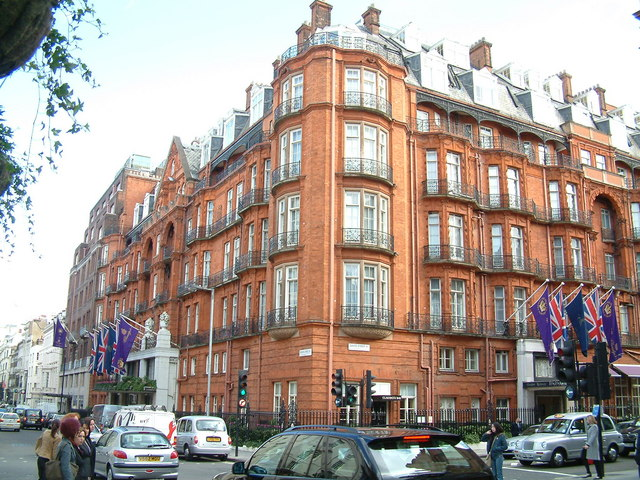
L'hôtel Claridge, à Londres, en 2002.

Désormais sans revenus et sans perspective de retour en Yougoslavie, Pierre II et Alexandra doivent se résoudre à quitter la suite de l’hôtel Claridge qu’ils occupaient en alternance avec une demeure située à Egham. Abandonnés par le gouvernement britannique, ils s’installent un temps en France, entre Paris et Monte-Carlo, puis en Suisse, à Saint-Moritz. De plus en plus désargentés, ils finissent par quitter l’Europe sous l’impulsion de Pierre. En 1949, ils s’installent ainsi à New York, où l’ancien roi espère mener à bien un projet financier. Mais, sans le sou, le couple est contraint de vendre le collier d’émeraudes et quelques autres bijoux d’Alexandra pour payer les dettes qu’il a accumulées. À ces difficultés s’ajoute le fait que le couple se révèle incapable de gérer un budget. Comme elle l’écrit elle-même dans son autobiographie, Alexandra n’a aucune idée de la valeur des choses et elle se révèle rapidement incapable de maintenir un foyer.
En Amérique, Pierre II ne tarde pas à aller à la dérive. Ayant réalisé de mauvais investissements financiers, il perd le peu d’argent qui lui restait. Incapable de s’adapter au quotidien d’un citoyen normal, il plonge peu à peu dans l’alcoolisme et cherche à oublier ses problèmes en multipliant les liaisons avec des femmes plus jeunes que son épouse. De son côté, Alexandra voue un amour à son mari qui vire à l’obsession. Probablement sujette à l’anorexie depuis plusieurs années, elle devient de plus en plus complexée par son physique et finit par subir une ablation des seins car elle est persuadée que Pierre II ne supporte pas sa poitrine. De plus en plus instable, elle fait sa première tentative de suicide durant un séjour chez sa mère, à Venise, à l’été 1950.
Les relations du couple royal allant de mal en pis, Alexandra utilise son fils pour faire pression sur son mari et l’enfant est le témoin de scènes très violentes entre ses parents. Balancé de tous côtés, le petit garçon finit par être envoyé, à l'âge de quatre ans, en Italie, chez des amis du couple royal, le comte et la comtesse de Robilant, grâce à l’intervention de sa grand-mère maternelle. Il y grandit dans une atmosphère beaucoup plus stable et aimante, sans pratiquement recevoir de visites de ses parents.

#### Entre procédure de divorce et rapprochement conjugal

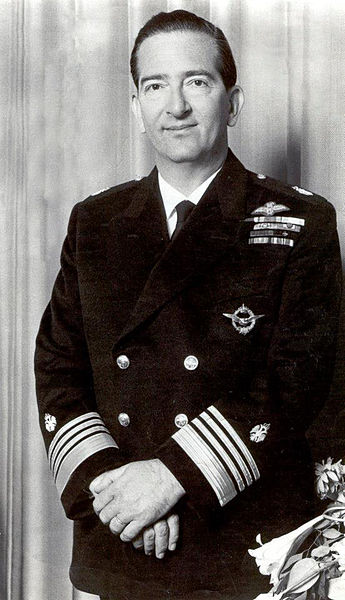
Pierre II de Yougoslavie en 1966.

L’année 1952 est marquée par d’autres déboires financiers dus aux mauvais investissements de Pierre II, et par une fausse couche d’Alexandra. Face à ces nouveaux échecs, le couple revient en France, où sa situation ne s’améliore pas. En 1953, Alexandra fait une nouvelle tentative de suicide à Paris, dont elle ne réchappe que grâce à un coup de téléphone de sa tante, la reine Frederika de Grèce. Fatigué par l’instabilité de sa femme, Pierre II finit par lancer une procédure de divorce devant les tribunaux français. L’intervention de son fils et du roi et de la reine des Hellènes le convainc toutefois d’abandonner sa demande.
Le couple se réconcilie donc un moment et traverse une sorte de seconde lune de miel. Cependant, le besoin d’argent continue à se faire sentir et Alexandra se laisse convaincre par une maison d’édition britannique d'écrire son autobiographie. Avec l’aide d’un nègre littéraire, Joan Reeder, elle publie ainsi, en 1956, For Love of a King (traduit l’année suivante en français sous le titre Pour l’Amour d’un Roi). Devant le relatif succès du livre et toujours par nécessité financière, Alexandra coécrit en 1959 un second ouvrage, consacré cette fois à son cousin, le duc d’Édimbourg. Malgré le caractère très anodin de l’ouvrage, qui ne révèle absolument rien de compromettant sur la vie du mari d’Élisabeth II, le livre provoque la rupture avec la famille royale britannique, qui s’était toujours montrée très affectueuse avec Alexandra jusqu'alors.
Durant quelque temps, le couple s’installe à Cannes, tandis que Pierre II maintient une chancellerie à Monte-Carlo. Se considérant toujours roi de Yougoslavie, l’ex-souverain continue à décerner titres et décorations. Appuyé par quelques monarchistes, comme le « duc de Saint-Bar », il conserve même une ambassade à Madrid. Cependant, la réconciliation du couple royal fait long feu et Pierre II retourne vivre aux États-Unis tandis qu’Alexandra s’installe chez sa mère, au Jardin d’Eden.
En 1963, Alexandra fait une nouvelle tentative de suicide à Venise. Sauvée de justesse par le prince Alexandre, elle passe ensuite une longue période de convalescence, sous les soins constants de sa belle-sœur, la princesse Marguerite de Bade. Une fois rétablie, Alexandra se rapproche à nouveau de Pierre II et le couple revient vivre dans la capitale française en 1967. Mais, comme auparavant, la réconciliation est temporaire et Pierre II retourne bientôt vivre en Amérique tandis qu’Alexandra reprend ses quartiers dans la villa de sa mère.

### Dernières années

#### De la mort de Pierre II à celle d'Alexandra

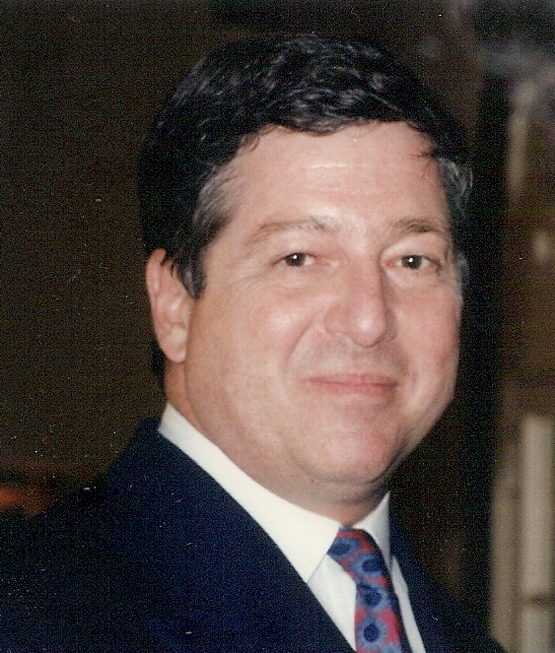
Le prince Alexandre de Yougoslavie en 1992.

Le 3 novembre 1970, Pierre II meurt à Denver, aux États-Unis, durant une tentative de greffe du foie. Faute de moyens, sa dépouille est enterrée au cimetière orthodoxe de Libertyville, dans l’Illinois, faisant de Pierre le seul monarque européen à être enterré sur le sol américain (jusqu’au rapatriement de sa dépouille en Serbie en 2013). Toujours aussi instable et désargentée, Alexandra n’assiste pas à la cérémonie, qui se déroule dans une relative confidentialité.
Deux ans plus tard, le 1er juillet 1972, le prince Alexandre de Yougoslavie, désormais chef de la maison royale, se marie à Villamanrique de la Condesa à la princesse Maria da Gloria d’Orléans-Bragance, fille du prétendant brésilien Pierre-Gaston d'Orléans-Bragance et cousine germaine du roi Juan Carlos Ier d’Espagne. Trop fragile émotionnellement, Alexandra n’assiste pas au mariage de son fils et c’est sa cousine Olga de Grèce, veuve du régent Paul de Yougoslavie, qui conduit l’héritier du trône à l’autel.
Un mois plus tard, le 7 août 1972, c’est au tour de la princesse Aspasia de disparaître. Désormais seule, Alexandra finit par vendre le Jardin d’Eden en 1979. Elle revient alors au Royaume-Uni à cause de ses problèmes de santé. Elle meurt d'un cancer à Burgess Hill, dans le Sussex de l'Ouest, le 30 janvier 1993,.

#### Funérailles
Les funérailles d’Alexandra se déroulent à Londres, en présence de son fils, de ses trois petits-enfants (Pierre, Philippe et Alexandre de Yougoslavie) et de plusieurs membres de la famille royale de Grèce, parmi lesquels l’ex-roi Constantin II et l’ex-reine Anne-Marie. La dépouille d’Alexandra est ensuite transférée à la nécropole de la famille royale de Grèce, à Tatoï, où elle est alors rejointe par celle de sa mère, Aspasia Manos.
Le 26 mai 2013 toutefois, les restes d’Alexandra, de Pierre II, de la reine Marie de Roumanie et du prince André de Yougoslavie sont transférés en Serbie, dans la nécropole des Karageorgevitch, à Topola, à l’occasion d’une cérémonie officielle à laquelle participent notamment le président serbe Tomislav Nikolic et son gouvernement,.

### Œuvres d’Alexandra
- (fr) Alexandra de Yougoslavie, Pour l'amour de mon roi, Paris, Gallimard, Coll. L'air du temps, tr. fr., 1957 (lire en ligne).
- (fr) Alexandra de Yougoslavie, Philip d’Édimbourg, Paris, Plon tr. fr., 1960.

### Sur Alexandra
- (en) Marlene A. Eilers Koenig, « The Wedding of King Peter II of Yugoslavia and Princess Alexandra of Greece and Denmark », Royalty Digest Quaterly, vol. 3,‎ 2019 (ISSN 1653-5219).

### Sur la famille royale de Grèce
- (en) Julia Gelardi, Born to Rule : Granddaughters of Victoria, Queens of Europe, Headline Review, 2006 (ISBN 0-755-31392-5). .
- (en) Michael of Greece, Arturo B. Eéche et Helen Hemis-Markesinis, The Royal Hellenic dynasty, Eurohistory, 2007 (ISBN 0-977-19615-1).
- (es) Ricardo Mateos Sainz de Medrano, La Familia de la Reina Sofía, La Dinastía griega, la Casa de Hannover y los reales primos de Europa, Madrid, La Esfera de los Libros, 2004 (ISBN 8-497-34195-3). .
- (en) Alan Palmer et Michael of Greece, The Royal House of Greece, Weidenfeld Nicolson Illustrated, 1990 (ISBN 0-297-83060-0). .
- (en) John Van der Kiste, Kings of the Hellenes: The Greek Kings, 1863-1974, Sutton Publishing, 1994 (ISBN 0-750-92147-1). .
- (en) Hugo Vickers, Alice, Princess Andrew of Greece, Londres, Hamish Hamilton, 2000 (ISBN 0-241-13686-5). .

### Sur la famille royale de Yougoslavie
- Thomas de Foran de Saint-Bar, Les Karageorges, Rois de Serbie et de Yougoslavie, Éditions Christian, 1999 (ISBN 286496077X). .
- Pierre II de Yougoslavie, La Vie d'un Roi : Mémoires de Pierre II de Yougoslavie, Denoël, tr. fr., 1955.

### Bases de données et dictionnaires
- Ressources relatives aux beaux-arts :   - National Portrait Gallery
  - Union List of Artist Names
- Notice dans un dictionnaire ou une encyclopédie généraliste :   - Munzinger
- Notices d'autorité :   - VIAF
  - ISNI
  - BnF (données)
  - IdRef
  - LCCN
  - GND
  - Italie
  - Pologne
  - Norvège
  - WorldCat

### Presse en ligne
- (en) Richard Tomlinson, « Obituary: Queen Alexandra of Yugoslavia », sur The Independent, 2 février 1993 (consulté le 8 juillet 2013).
- (en) « Alexandra of Yugoslavia Is Dead; Queen Without a Throne Was 71 », sur The New York Times, 1er février 1993 (consulté le 8 juillet 2013).
- (en) Harriet Alexander, « Last King of Yugoslavia is reburied in Serbia », sur The Telegraph, 26 mai 2013 (consulté le 13 juillet 2013).
- ATS, « La Serbie commémore le dernier roi de Yougoslavie Pierre II Karadjordjevic », sur ArcInfo, 26 mai 2013 (consulté le 13 juillet 2013).
- Dominique Bonnet, « Alexandra de Grèce, la dernière reine de Yougoslavie qui n’y mit jamais les pieds », sur Paris Match, 1er février 2023 (consulté le 18 juillet 2023).

### Autres liens externes
- (fr) Régine Salens, « Mariées du Gotha : Alexandra de Grèce devient reine de Yougoslavie », sur Noblesse & Royautés, 31 août 2011 (consulté le 18 juillet 2023).
- (fr) Régine Salens, « Funérailles d’État de Pierre II, Alexandra, Marie et Andrej de Yougoslavie », sur Noblesse & Royautés, 27 mai 2013 (consulté le 18 juin 2013).